# Jsem černá holka
Jsem černá holka je kompilační hudební album Miriam Hruškové, vydané v roce 2013 pouze pro digitální prodej. K dispozici jsou formáty FLAC a mp3. Album obsahuje chronologicky seřazené všechny nahrávky, které Miriam Hrušková pořídila pro Supraphon a Panton.
| Pořadí | Název                                                              | Datum dokončení nahrávky | Délka |
| ------ | ------------------------------------------------------------------ | ------------------------ | ----- |
| 1.     | Koníček (Jindřich Brabec / Jiří Aplt)                              | 6. dubna 1977            | 3:23  |
| 2.     | Jsem divná holka (Jindřich Brabec / Jiří Aplt)                     | 16. srpna 1977           | 3:51  |
| 3.     | Planá slova (Jindřich Brabec / Jindřich Brabec)                    | 16. srpna 1977           | 3:44  |
| 4.     | Caesare, Caesare (Jindřich Brabec / Jiří Aplt)                     | 16. května 1978          | 3:31  |
| 5.     | Háčkované vzpomínky (Jindřich Brabec / Jaroslav Šprongl)           | 20. června 1978          | 3:56  |
| 6.     | Nad perníkovým vojákem z pouti (Jindřich Brabec / Jindřich Brabec) | 30. října 1978           | 4:38  |
| 7.     | Hotel Romeo (jindřich Brabec / Michael Prostějovský)               | 3. května 1979           | 3:53  |
| 8.     | Už je ti šestnáct pryč (Jindřich Brabec / Miriam Hrušková)         | 3. května 1979           | 2:45  |
| 9.     | Blues černé kroniky (Jindřich Brabec / Jaroslav Šprongl)           | 1980                     | 3:37  |
| 10.    | Co ty na to, Adame (Jindřich Brabec / Miriam Hrušková)             | 3. března 1980           | 3:31  |
| 11.    | Tandem (Jindřich Brabec / Pavel Cmíral)                            | 3. března 1980           | 2:33  |
| 12.    | Před večerkou (Jindřich Brabec / Jaroslav Šprongl)                 | 1981                     | 3:51  |
| 13.    | Jsem černá holka (Jindřich Brabec / Pavel Cmíral)                  | 18. dubna 1981           | 3:59  |
| 14.    | Čím začíná déšť (Jindřich Brabec / Zbyšek Malý)                    | 18. dubna 1981           | 5:09  |
| 15.    | Řeka života (Jindřich Brabec / Zbyšek Malý)                        | 9. září 1981             | 8:03  |
| 16.    | Kluk z prvních řad (Jaromír Klempíř / Jaroslav Šprongl)            | 9. září 1981             | 4:23  |
| 17.    | Velký závod (Jindřich Brabec / Pavel Cmíral)                       | 9. září 1981             | 3:40  |
| 18.    | Rým (Jan Neckář / Micheal Prostějovský)                            | 1982                     | 4:46  |

## Obsazení
- Miriam Hrušková - zpěv
- Tomáš Pergl - zpěv (4)
- Ivana Máchová - zpěv (10, 11)
- Petr Režný - zpěv (12)
- Jaroslav Klein - zpěv (12)
- Marek Eben - zpěv (12)
- Božena Lišková - zpěv (15, 17)
- Zdeněk Mann - zpěv (15, 17)
- Karel Černoch - zpěv (15)
- Václav Neckář - zpěv (18)

### Doprovodné skupiny a orchestry
- KTO (1)
- TOČR (4, 8, 15-18)
- Orchestr Václava Hybše (5, 9)
- Bukanýři (10, 11)
- Symfonický orchestr AUS Víta Nejedlého (12)
- Taneční a jazzový orchestr AUS Víta Nejedlého (12)
- Orchestr Ladislava Štaidla (14)
- Studiový orchestr (2, 3, 6, 7, 13)